# Marinus van der Lubbe
Marinus van der Lubbe (Leida, 13 gennaio 1909 – Lipsia, 10 gennaio 1934) è stato un attivista e politico olandese.

## Biografia

### Attività come muratore
Ebbe un'infanzia particolarmente difficile: i genitori divorziarono poco dopo la sua nascita e all'età di 12 anni rimase orfano di madre. Ancora adolescente, lavorò come muratore, attività in cui dimostrò di avere una discreta forza fisica (fu per questo soprannominato Dempsey, in riferimento al pugile Jack Dempsey). Entrato in contatto con vari movimenti socialisti e sindacali, nel 1925 aderì al Partito Comunista dei Paesi Bassi.
Nel 1926 ebbe un infortunio sul lavoro con la calce viva che lo rese quasi cieco. Di conseguenza, fu costretto ad andare in pensione, ma con un assegno così misero (solo 7,44 fiorini a settimana), che non gli bastava per vivere. Pertanto, fu costretto a svolgere diversi mestieri occasionali, in nero; per cercare di migliorare la sua condizione imparò il tedesco e programmò di emigrare in Unione Sovietica, senza però riuscirci.

### Incendio del Reichstag e condanna a morte

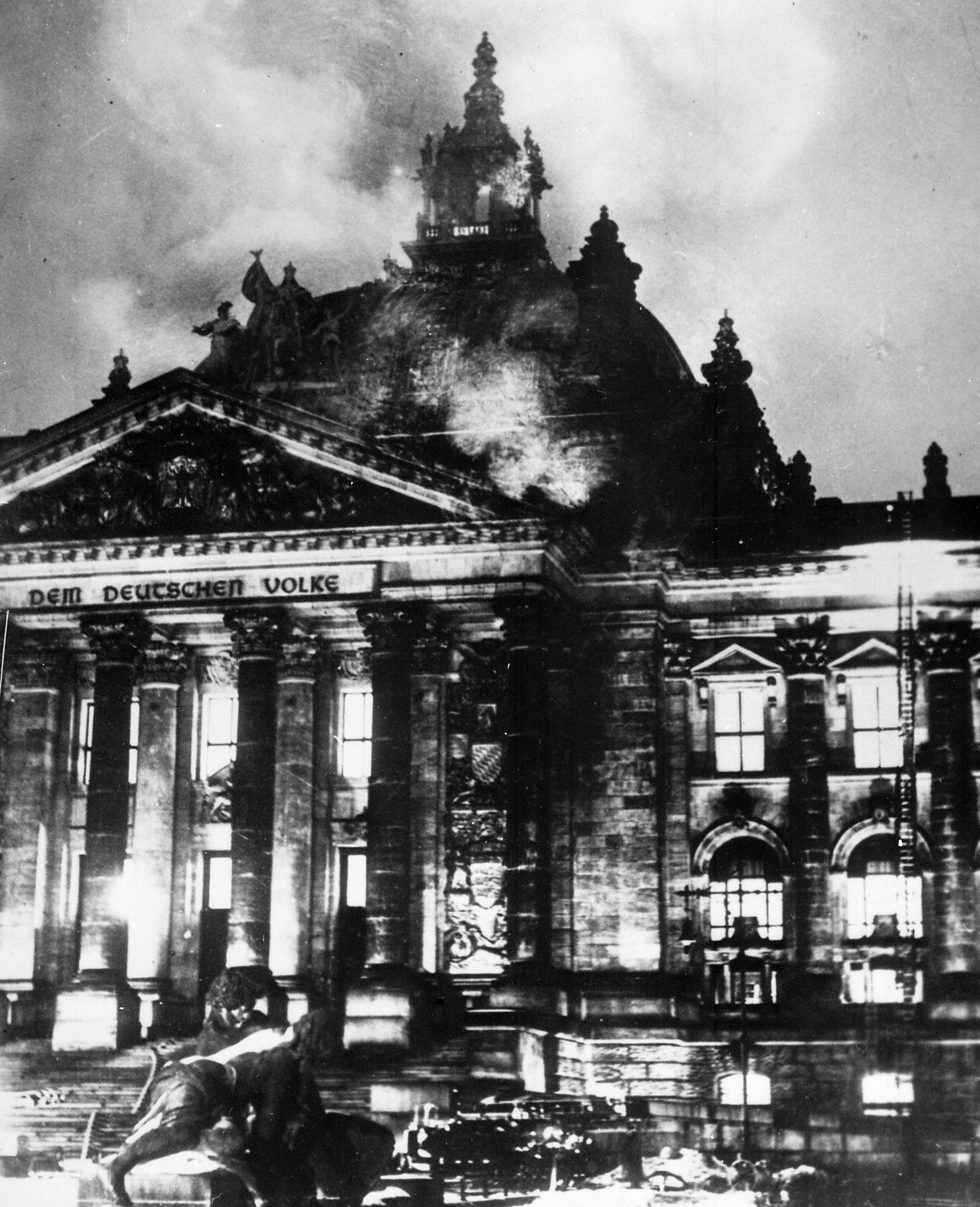
Foto dell'incendio

La sera dell'incendio del Reichstag, il 27 febbraio 1933, fu trovato mezzo nudo dietro all'edificio in fiamme. Arrestato assieme ad altri attivisti comunisti, tra cui Ernst Torgler, Georgi Dimitrov, Blagoj Popov e Vasil Tanel, confessò, sotto tortura, davanti alla corte di Lipsia, di essere l'autore dell'incendio, difeso da Alphonse Barbé. Condannato a morte per alto tradimento, fu giustiziato con la ghigliottina nel gennaio del 1934.
La sua condanna a morte viene considerata unanimemente come un monstrum giuridico, dal momento che, all'epoca dei fatti, la pena capitale inflittagli era assente nell'ordinamento giuridico tedesco, essendovi stata reintrodotta in data successiva all'incendio del Reichstag e al suo arresto. La condanna di van der Lubbe, che aveva subito un aggravamento retroattivo della pena dopo che era stato commesso il reato, è stata dichiarata illegittima nel 2008, anno in cui van der Lubbe fu riabilitato per effetto di una sentenza.